# Oceaan (uitgeverij)
Oceaan is een uitgeverij opgericht in 2022 door Park Uitgevers. Oceaan brengt historische en eigentijdse romans uit en richt zich daarmee op een breed vrouwelijk publiek.

## Fonds
De uitgeverij vestigde zich op de markt met de Verloren Dochters-reeks van Soraya Lane.
Onder de auteurs van Oceaan bevinden zich onder meer Tabea Bach, Rebekka Eder, Robinne Lee en Lizzie Page.